# Porochnia (obwód chmielnicki)
Porochnia (ukr. Порохня) – wieś w rejonie wołoczyskim obwodu chmielnickiego Ukrainy.